# Kyrylo Budanow

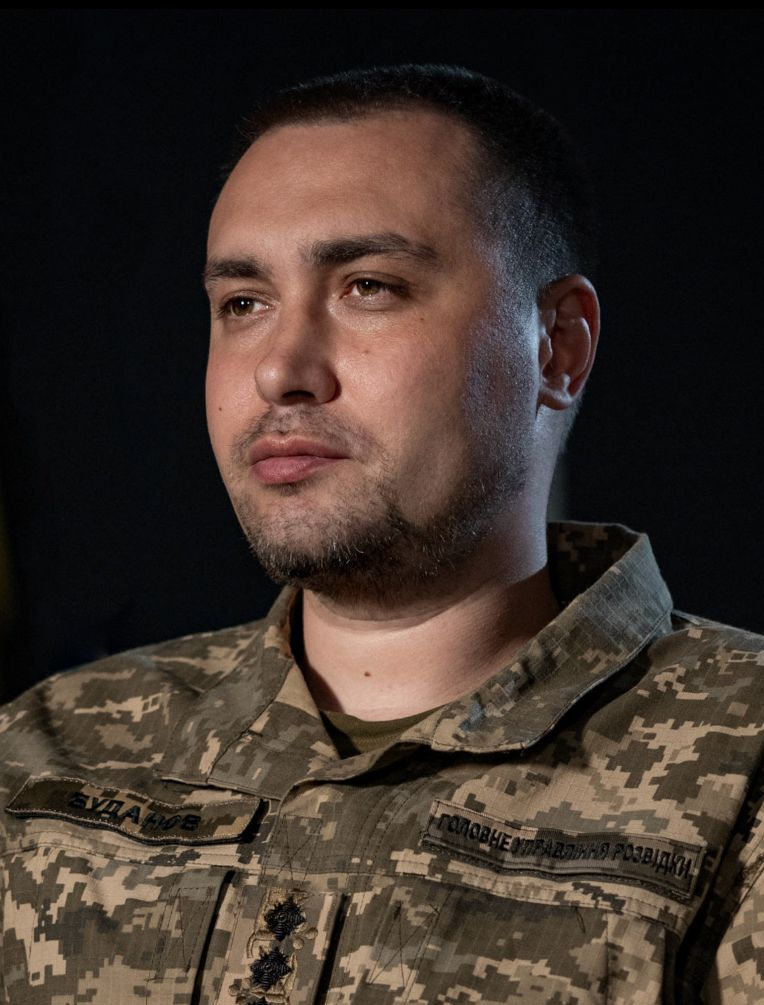
Kyrylo Budanow (2024)

Kyrylo Oleksijowytsch Budanow (ukrainisch Кирило Олексійович Буданов; * 4. Januar 1986 in Kiew) ist ein ukrainischer Generalleutnant und Direktor des Militärnachrichtendienstes der Ukraine.

## Werdegang
Budanow schloss seine militärische Ausbildung im Jahr 2007 am Odessa Institute des ukrainischen Heeres ab. Danach diente er in Spezialeinheiten der Hauptnachrichtendirektion des Verteidigungsministeriums der Ukraine.
Im Jahr 2014 wurde er im Russisch-Ukrainischen Krieg mehrfach verwundet. In den Jahren 2018 bis 2020 nahm er an Militäroperationen teil, deren Informationen als geheim eingestuft wurden. Er war Oberstleutnant in der Einheit 2245, welche 2016 mit Hilfe der CIA gegründet wurde. Er erlitt eine Schusswunde am rechten Arm im Donbass, und anschließend vom sechstem bis achten August 2016 wurde er wieder verwundet, als seine Einheit auf der Krim in der Nähe der Region Perekop nachts in einen Hinterhalt geriet. Er behauptet, er sei aus eigener Kraft verwundet durch den Meerbusen von Karkinit zurück geschwommen.

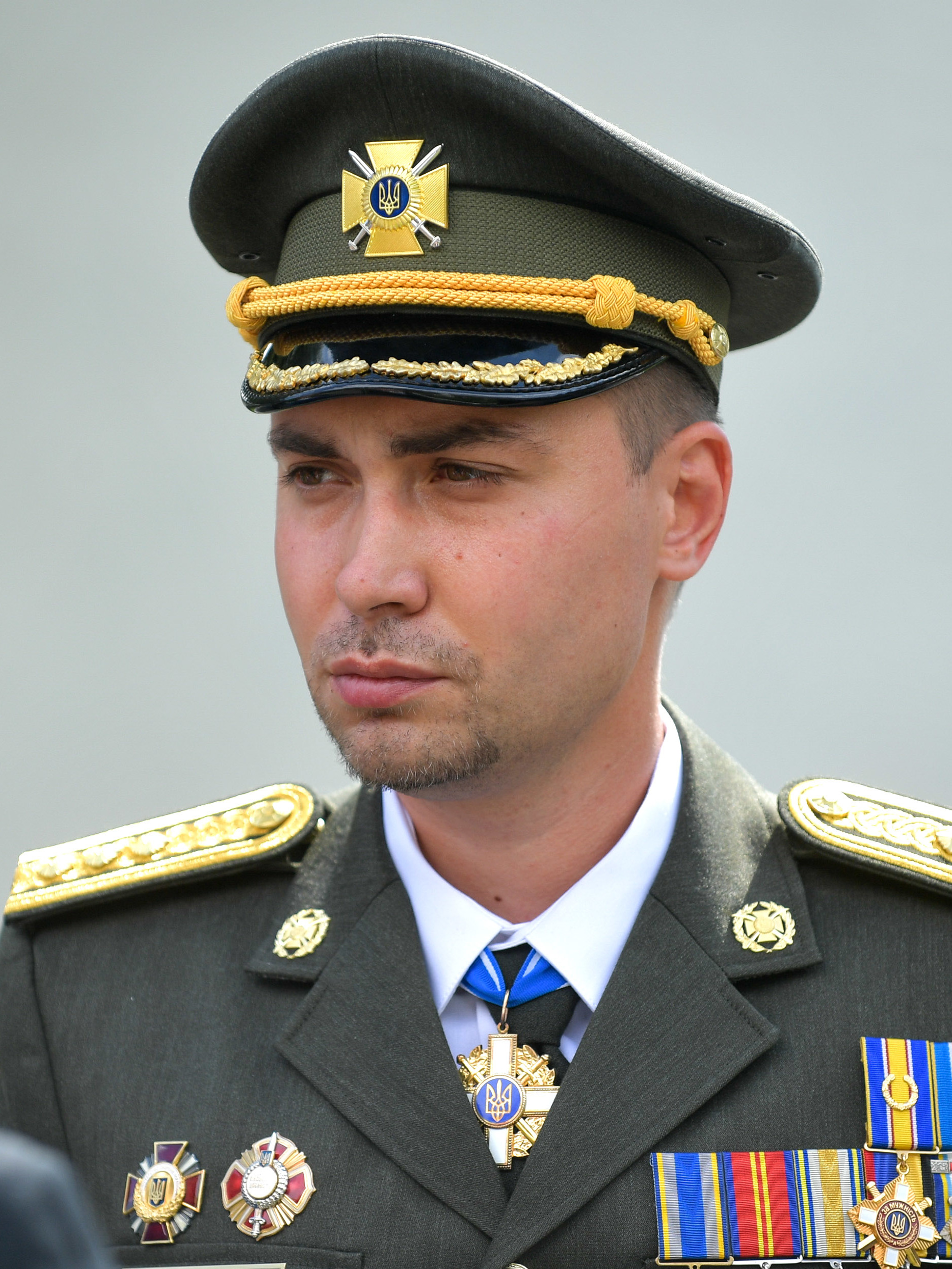
Kyrylo Budanow (2019)

Am 4. April 2019 explodierte Budanows Auto, ein Chevrolet Evanda, nachdem dieses mit einer Bombe versehen worden war. Budanow kam dabei nicht zu Schaden, da die Autobombe vorzeitig explodierte. Es wurden Tatverdächtige verhaftet.
Im Jahr 2020 wurde Budanow stellvertretender Direktor des Auslandsnachrichtendienstes der Ukraine. Im selben Jahr wurde er vom ukrainischen Präsidenten Wolodymyr Selenskyj zum Direktor des Militärnachrichtendienstes der Ukraine berufen. In dieser Funktion erlebte Budanow im Februar 2022 den russischen Überfall auf die Ukraine, den er zuvor analysiert hatte. Im Folgemonat wurde er mit der Leitung der Koordinierungsstelle für die Behandlung von Kriegsgefangenen beauftragt. In dieser Funktion organisierte Budanow den Austausch von Kriegsgefangenen. Zu den Aufgaben gehören auch die Koordination von Sabotageakten im Feindgebiet.
Im Februar 2023 wurde vermeldet, dass er Oleksij Resnikow als Verteidigungsminister der Ukraine ablösen soll, wozu es dann jedoch nicht kam. Laut geleakten Dokumenten US-amerikanischer Geheimdienste hat Budanow Ende Februar 2023 den Einsatz der ukrainischen Eliteeinheit Kraken angeordnet, um in der Schlacht um Bachmut die drohende Einkesselung jener Stadt durch russische Truppen zu verhindern.

## Giftanschlag auf seine Ehefrau
Im November 2023 wurde Budanows Ehefrau, Marianna Budanowa, Opfer eines Giftanschlags. Sie musste nach mehreren Tagen Übelkeit ins Krankenhaus eingewiesen werden. Nach ersten Erkenntnissen ist Budanowa mit Schwermetallen vergiftet worden. Ermittlungen wegen Mordversuchs sind ukrainischen Medien zufolge aufgenommen worden.

## Militärische Laufbahn
- Leutnant Ausbildung Odessa Institute ukrainisches Heer bis 2007 als Fallschirmjäger- und Aufklärungsoffizier
- Hauptmann
- Major
- Oberstleutnant
- Oberst
- Brigadegeneral (24. August 2021)[13]
- Generalmajor (3. April 2022)[14]
- Generalleutnant (7. September 2023)[15]

## Auszeichnungen
- Orden für Tapferkeit (1. Ritterklasse)
- Abzeichen „Veteran der Antiterror-Operation“
- Gedenkschild „Für militärische Tapferkeit“
- Abzeichen „Ehrenzeichen“
- Vollkavalier des Ordens „Für Courage“
- Kampfverdienstkreuz (23. August 2022) – Für herausragende persönliche Verdienste beim Schutz der staatlichen Souveränität und territorialen Integrität der Ukraine, Treue zum Militäreid.
- Auszeichnung „Held der Ukraine“ (2024)